# Милано—Санремо 2024.
Милано—Санремо 2024. било је 115. издање једнодневне бициклистичке трке, једне од монументалних класика — Милано—Санрема. Одржана је 16. марта 2024. године, у Италији, као осма трка у UCI ворлд туру 2024.
Укупна дужине износила је 288 km. Старт је био у Павији, вожено је углавном по равном терену са неколико успона, док су у финишу вожени успони Чипреса и Пођо ди Санремо, чији врх је био на 5,6 km до циља, одакле је вожено на спусту и по равном до циља.
Бранилац титуле је био Метју ван дер Пул, док су највећи фаворити поред Ван дер Пула били Тадеј Погачар, Мадс Педерсен и Филипо Гана, а Ваут ван Арт није возио.
Погачар је напао при врху успона Пођо ди Санремо, што је у почетку пратио само Ван дер Пул, али их је достигла група од десет возача и у спринту је побиједио Јаспер Филипсен испред Мајкла Метјуза и Погачара. Издање је било најбрже у историји трке, са просјечном брзином од 46,11 km/h.

## Рута
Због руте су многи возачи трку назвали „најлакшом за завршити, али најтежом за побиједити“, а Ван дер Пул је 2021. изјавио да је због тога што се првих 200 km вози углавном по равном, прилично досадно и да возачи треба да се труде да не заспу.
Старт трке је био у Павији, 40 km јужно од Милана, што је било први пут од 1965. да трка стартује у том граду. Вожено је 44 km по равном поред ријеке Тичино, након чега се ишло на уобичајену руту у Кастеђо, преко успона Пасо дел Турчино, а затим на спуст до Лигуријске обале. Након спуста ишло се у Ђенову па на запад, поред мора, пратећи  аутопут виа Аурелија кроз Вараце, Савону, Албенгу и Империју, не идећи преко успона Мание који је вожен у периоду од 2008. до 2013, са циљем да се подстакне агресивнија вожња.
Након првих 230 km током којих је вожен само један успон, ишло се у Сан Лоренцо ал Маре гдје су у последњих 50 km вожена три кратка успона: Капо Мере, Капо Черва и Капо Берта, који су се завршили на 39 km до циља. На 28 km до циља вожен је успон Чипреса дуг 5,6 km, са просјечним нагибом од 4% и максималним нагибом од 7%. На 9 km до циља вожен је успон Пођо ди Санремо укупне дужине 3,7 km, са просјечним нагибом од 4% и са максималним нагибом од 8% на километар до врха. На Пођо ди Санрему обично бројни возачи нападају са циљем да се одвоје од класичних спринтера и остваре побједу соло или у спринту мале групе. Врх успона је био на 5,5 km до циља, након чега је вожено 3,3 km спуста, а затим 2,2 km по равном до улице Виа Рома у центру Санрема, гдје је био циљ.
Иако је историјски био познат као спринтерски класик, од 2016. године, када је Арно Демар побиједио у групном спринту, сваке године је побједник остварио побједу соло, обично након напада на Пођо ди Санрему.

## Тимови
На трци је учествовало 25 тимова, са по седам возача; 18 ворлд тур тимова је имало аутоматску позивницу, два најбоља про тур тима на крају претходне сезоне такође су имала аутоматску позивницу за све ворлд тур трке, трећепласирани из про тура имао је аутоматску позивницу за све једнодневне ворлд тур трке, док је организатор трке — RCS Sport додјељивао четири специјалне позивнице. Према правилу, два најбоља про тур тима у рангирању на крају претходне сезоне имали су загарантовано учешће на свакој ворлд тур трци наредне сезоне, док је трећепласирани тим у рангирању имао загарантовано учешће на свакој једнодневној трци. Два најбоља про тур тима на крају 2023. сезоне били су Израел—премијер тех и Лото—дестини, док је трећепласирани био Уно—Х мобилити.
Четири специјалне позивнице добили су Коратек—вини фантини, ВФ груп—Бардијани—ЦСФ—фаизане, Полти—комета и Тудор про сајклинг.
UCI ворлд тур тимови:
| - Алпесин—декунинк - Аркеа—бб хотелс - Астана Казахстан - Бахреин—викторијус - Бора–ханзгро - Визма—лејз а бајк - Групама—ФДЈ - Декатлон АГ2Р ла мондијал - ДСМ—фирмениш постнл | - ЕФ едукејшон—изипост - Инеос гренадирс - Интермарше—ванти - Кофидис - Лидл—трек - Мовистар - Судал—Квик-степ - УАЕ тим Емирејтс - Џејко—алула |

UCI про тур тимови:
| - ВФ груп—Бардијани—ЦСФ—фаизане - Израел—премијер тех - Коратек—вини фантини - Лото—дестини | - Полти—комета - Тудор про сајклинг - Уно—Х мобилити |

## Фаворити
Највећи фаворити су били Метју ван дер Пул и Тадеј Погачар, док су остали фаворити били Мадс Педерсен, Филипо Гана, Том Пидкок, Јаспер Филипсен, Матеј Мохорич и Кристоф Лапорт. Ван дер Пул је био актуелни побједник Милано—Санрема, освојивши трку 2023. када је освојио још Париз—Рубе и Друмску трку на Свјетском првенству, а 2024. није возио ниједну друмску трку прије Милано—Санрема, већ се такмичио у циклокросу, побиједивши на 13 од 14 трка. Поред њега, за Алпесин—декунинк је возио и Филипсен, који је 2023. завршио Париз—Рубе на другом мјесту и остварио четири етапне побједе на Тур де Франсу. Погачар је 2023. освојио Ронде ван Фландерен и Ђиро ди Ломбардију, а Тур де Франс је завршио на другом мјесту, док је прије трке 2024. освојио Страде Бјанке након соло напада на 81 km до циља. Педерсен је Милано—Санремо завршио на шестом мјесту 2022. и 2023. а пред почетак трке изјавио је да се осјећа боље него икада и да је спреман да освоји први монументални класик. Осим Педерсена, за Лидл—трек су возили још Џонатан Милан и Јаспер Стојвен, побједник трке 2021.
Визма—лејз а бајк су предводили Лапорт и Олав Кој, док је Ван Арт одлучио да прескочи трку како би се боље припремио за калдрмисане класике и Ђиро д’Италију. Аркеу—бб хотелс је предводио Арно Демар, побједник трке 2016. док су Астану предводили Сес Бол и Алексеј Луценко, а Марк Кевендиш је одлучио да прескочи трку у својој последњој сезони у каријери. Бахреин—викторијус је предводио Мохорич, побједник трке 2022. док су Бору–ханзгро предводили Дени ван Попел и Нико Денц, који је на Ђиро д’Италији 2023. остварио двије етапне побједе. Инеос гренадирс су предводили Том Пидкок и Филипо Гана, који је завршио трку на другом мјесту 2023. а за тим је возио и Михал Квјатковски, побједник из 2017. Декатлон АГ2Р ла мондијал су предводили Едвалд Босон Хаген, Беноа Коснефроа и Оливер Насен, који је завршио на другом мјесту 2019.
ЕФ едукејшон—изипост предводио је Алберто Бетиол, Интермарше—ванти Бинијам Грмај, а Групаму—ФДЈ Стефан Кинг и дебитант Лоренс Пичи, који је почетком сезоне освојио Кадел Еванс грејт океан роад рејс класик. Џејко—алулу је предводио Мајкл Метјуз, који је трку два пута завршавао на трећем мјесту, док Кејлеб Јуан, који је завршио на другом мјесту 2021. није возио због болести. Тудор про сајклинг је предводио Матео Трентин, док је Уно—Х мобилити предводио Александар Кристоф, побједник трке 2014. За Судал—Квик-степ возили су Жилијен Алафилип, побједник трке 2019. и Каспер Асгрен, побједник Ронде ван Фландерена 2021. док су возили још Ђани Москон и Каспер Педерсен.

## Новчане награде и бодови

### Новчане награде
Укупан новчани фонд је износио 50.000 евра и додјељивао се за првих 20 возача. Побједник је добио 20.000 евра, другопласирани 10.000, а трећепласирани 5.000 евра.
| Поз.  | 1.     | 2.     | 3.    | 4.    | 5     | 6—7.  | 8—9.  | 10—20. |
| Износ | 20.000 | 10.000 | 5.000 | 2.500 | 2.000 | 1.500 | 1.000 | 500    |

### Бодови
Бодове у UCI свјетском рангирању добили су првих 60 возача. Побједник трке је добио 800, другопласирани 640, трећепласирани 520, четвртопласирани 440, а петопласирани 360.
| Поз. | 1.  | 2.  | 3.  | 4.  | 5   | 6.  | 7.  | 8.  | 9.  | 10. | 11. | 12. | 13. | 14. | 15. | 16.-20. | 21.-30. | 31.-50. | 51.-55. | 56.-60. |
| Бод. | 800 | 640 | 520 | 440 | 360 | 280 | 240 | 200 | 160 | 135 | 110 | 95  | 85  | 65  | 55  | 50      | 30      | 15      | 10      | 5       |

## Преглед трке
Трка је почела у 9.50 по сунчаном времену у Павији, стартовало је 175 возача из 25 тимова, а прво је вожено 5,7 km у неутралној зони док се дошло до старта. Званични старт био је у 10.18 када је директор трке — Мауро Вењи, махнуо заставицом из аутомобила. Одмах су почели да нападају возачи из про тур тимова, Коратека, Бардијанија и Полти—Комете. Послије више напада одвојио се бијег од 11 возача на 270 km до циља, у којем су били Давиде Баис, Мирко Маестри, Андреа Пјетробон, Алесандро Тонели, Самуеле Зокарато, Валерио Конти, Давиде Балдачини, Кирило Царенко, Лоренцо Германи, Ромен Комбод и Серхио Самитијер. Тонели је био у бијегу на трци шесту годину заредом, Маестри је био у бијегу три године — 2017, 2018. и 2023. док је Зокарато био у бијегу на трци 2023. Лидл—трек, Интермарше и Алпесин су радили на челу главне групе и смањили су предност бјегунаца на минут и 35 секунди на 259 km до циља. На 249 km до циља, Германи је отпао из бијега и достигла га је главна група, док је предност осталих бјегунаца порасла на два минута. Ван дер Пул је два пута мијењао бицикл, а предност бјегунаца је варирала између минут и по и два минута, док су на челу радили Алпесин и Лидл—трек. На 200 km до циља предност је порасла на два минута и 50 секунди, а на 180 km до циља у главној групи су пали Карлос Канал и Јухи Тодоме.
На почетку успона Пасо дел Турчино предност бјегунаца је била минут и 55 секунди, Патрик Бевин је напустио трку на 144 km до циља, што је било прво одустајање. На почетку успона Капо Меле, возачи из Инеос гренадирса, Боре—ханзгро, Џејко—алуле и Лото—дестинија дошли су близу чела главне групе, а на спусту и почетку успона Капо Черва, УАЕ тим емирејтс је изашао на чело и предност бјегунаца је пала на минут и по. Том Пако је пао у главној групи на 40 km до циља, прије почетка успона Капо Берта, након чега су пали Тим ван Дајке и Седрик Белен. Балдачини је отпао из бијега на почетку успона, а из главне групе су отпали Кристоф Лапорт и Александар Кристоф док је УАЕ тим емирејтс радио на челу групе.
На почетку успона Чипреса, на 27 km до циља, предност бјегунаца је пала на 43 секунде, а на чело главне групе су изашли возачи из Инеос гренадирса и ЕФ едукејшон—изипоста. Царенко је отпао из бијега, док је Алесандро Кови изашао на чело главне групе за УАЕ тим емирејтс. Након Ковија на чело главне групе је изашао Исак дел Торо и предност бјегунаца је пала на 25 секунди. На 2 km до врха успона Дел Торо се склонио са чела, након чега је изашао Тим Веленс и у главној групи је остало око 40 возача, док је предност бјегунаца пала на 12 секунди. Главна група је успон завршила за 9 минута и 35 секунди, а на спусту је пао Самитијер који је био у бијегу, а Маестри није могао да га избјегне и такође је пао. На 16 km до циља достигнути су сви бјегунци осим Баиса, који је задржао 10 секунди предности. На спусту са Чипресе већа група возача је достигла главну групу, у којој је Лидл—трек радио на челу. Пред почетак успона Пођо ди Санремо Баис је достигнут, возачи из Тудор про сајклинга су изашли на чело групе, али је брзо изашао Веленс да ради за Погачара. На 1,2 km до врха успона и 6,5 km до циља Погачар је напао, што је одмах пратио Ван дер Пул, а затим Бетиол и Гана, док је Педерсен заостајао. Педерсен, Метјуз и Пидкок су достигли водећу групу, након чега је Погачар поново напао на 200 метара до врха успона. Ван дер Пул је успио да га достигне и стекли су неколико секунди предности на спусту, након чега су их достигли Гана, Пидкок, Мохорич, Педерсен, Стојвен, Бетиол, Матео Собреро, Филипсен, Алафилип и Ван Гилс. На 2,5 km до циља Мохорич је напао, али је достигнут на 1,5 km до циља. Након што је Мохорич достигнут напао је Собреро, што је пратио Пидкок и отишао од њега. Достигнут је у последњих 500 метара, када је Стојвен предводио групу за Педерсена. Педерсен је почео први да спринта, али су га престигли и у спринту је побиједио Филипсен испред Метјуза, док је Погачар завршио на трећем мјесту.
Просјечна брзина је била 46,113 km/h, што је била највећа просјечна брзина у историји трке, надмашивши брзину од 45,806 km/h која је остварена 1990.

## Након трке
Након трке, Филипсен је рекао да је молио Ван дер Пула да не ради са Погачаром на спусту кад су имали предност од неколико секунди испред групе, као и да је био нервозан када је Ван дер Пул одлучио да ради за њега, изјавивши: „На спусту са Пођа преклињао сам Метјуа на радију да не ради са Погачаром јер сам имао сјајне ноге. Морам да му захвалим за оно што је урадио. Мислим да је урадио сјајан посао достижући све нападе и задржавајући их за спринт. Можемо да будемо поносни као тим што смо два пута побиједили на Милано—Санрему. Заиста сам се плашио јер нисам желио да сјебем ствари. Губио сам спринтеве ове године и да сам изгубио овај, то би била пропуштена прилика до краја мог живота. Метју је последња особа која размишља о себи, воли да помаже сувозачима, као што сам ја помогао њему на прошлогодишњем Париз—Рубеу. Увијек ћу се сјећати и бити му захвалан за оно што је урадио да ми да шансу да освојим Монумент. Можда никада више нећу добити прилику у својој каријери.“ Ван дер Пул је изјавио да би волио да је возио до циља са Погачаром, али да му је драго што је могао да помогне Филипсену да побиједи. Мајкл Метјуз је након трке изјавио: „Тешко је. Очигледно сам задовољан подијумом, али то што сам тако близу, то је горко-слатко. Мислим да ћу сјутра ујутру бити задовољан својим издањем, али овај тренутак сада, бити овако близу монумента послије толико подијума... Тешко је. Мислим да сам све урадио савршено. Не бих ништа мијењао. Мислим да сам због начина на који се опорављам  заиста поносан на себе. Мислим да Париз—Ница очигледно није ишла по плану, али ово је моја омиљена трка у години. То је увијек трка коју волим да возим и увијек ми измами осмијех на лицу на стартној линији. Дакле, бити овде у Санрему на подијуму, заиста је посебно. Очигледно је да је УАЕ ишао јако, али мислим да вјероватно нису били тако јаки као што смо сви мислили током трке. Али то ми је више одговарало и могао сам да прођем преко успона са бољим ногама за циљ. Нисам баш сигуран шта им се десило, али ми смо возили нашу трку и дошли смо до подијума. Тако да можемо да будемо срећни.“
Трећепласирани Тадеј Погачар је истакао да је трка била једна од најлакших икада, изјавивши: „Имали смо план и држали смо се њега. Али смо пропустили мало, око 10%, на Чипреси и касније. На крају је тим морао предуго да чека на Пођу. Тако да није било превише тешко. Два пута сам покушао да нападнем, имао сам невјероватне ноге, али ове године није било довољно тешко да буде трка за брдаше. Мислим да сам урадио све што сам могао да будем трећи, у овој ситуацији нисам могао много боље, али је било близу. Мислим да је данас била једна од најлакших трка икада. Возили смо заиста супер лаким темпом првих неколико сати. Али у сваком случају, било је као што сам рекао прије трке – све мора да буде савршено. Није било све савршено, али да, били смо заиста добри и мислим да је подијум било највише што смо могли да урадимо.“ Том Пидкок, који је напао у финишу, изјавио је: „Низ Пођо је тешко бити у савршеној позицији. А онда је такође тешко бити превише испред или превише позади. Ово је тек друго издање које сам завршио. Прелијепа је трка и дефинитивно једна коју желим да пробам да освојим.“ Филипо Гана је истакао да је имао механичких проблема у финишу, због чега није могао да се бори за побједу, изјавивши: „Ишао сам онолико брзо колико смо замислили и можда зато и боли. Нажалост пех је увијек ту. Имао сам механички квар и пробушену гуму, био је то скоро савршен Санремо током 280 километара и појавио се проблем пет минута до циља, морао сам да идем на спуст са заглављеним точком и мјењачем."
Мадс Педерсен је истакао да је разочаран са четвртим мјестом, изјавивши: „Задовољан сам начином на који смо возили као тим, али ми је жао што нисам одрадио бољи спринт и барем завршио на подијуму. На дан као што је данас, са начином на који смо возили и уз помоћ Јаспера у финишу и даље, требало је да се нађем барем на подијуму и зато је за мене још више разочаравајуће што нисам успио.“ Јаспер Стојвен, који је радио за Педерсена, изјавио је: „У спринту мислим да ноге говоре, али мислим да смо урадили све што смо требали. Тим је урадио савршено како смо планирали. Само нам је недостајала трешња на торти. Наравно, увијек желите да извучете нешто позитивно, а мислим да је позитивно то што смо и Мадс и ја ту и спремни за наредне недеље.“ Алберто Бетиол је након трке изјавио: „Тим је био невјероватан. Био сам посебно импресиониран јер многи момци овдје возе Милано—Санремо по први пут. Није лако први пут возити овакав Монумент, али сам заиста поносан на њих и начин на који су возили и надам се да ће научити за будућност. Надам се да ће једног дана бити бољи од мене и побиједити. Финиш је био веома брз. Погачар је био доста јак на Пођу, али је на крају било тешко направити предност јер смо ишли веома брзо цијели дан. Милано—Санремо је такав. Никад се не зна ко ће побиједити до последњих 100 метара. То је једна од ријетких трка на свијету гдје заиста не знате како ће се завршити. Санремо је заиста, заиста отворена трка. Потребно вам је много искуства да бисте је добро прочитали. Наш тим је био млад, али сам заиста поносан на своје сувозаче.“

## Резултати
Трку је стартовало 175 возача, а завршило је 164.
| Позиција | Возач             | Тим                  | Вријеме     |
| -------- | ----------------- | -------------------- | ----------- |
| 1.       | Јаспер Филипсен   | Алпесин—декунинк     | 6 с 14' 44" |
| 2.       | Мајкл Метјуз      | Џејко—алула          | + 0"        |
| 3.       | Тадеј Погачар     | УАЕ тим Емирејтс     | + 0"        |
| 4.       | Мадс Педерсен     | Лидл—трек            | + 0"        |
| 5.       | Алберто Бетиол    | ЕФ едукејшон—изипост | + 0"        |
| 6.       | Матеј Мохорич     | Бахреин—викторијус   | + 0"        |
| 7.       | Максим ван Гилс   | Лото—дестини         | + 0"        |
| 8.       | Јаспер Стојвен    | Лидл—трек            | + 0"        |
| 9.       | Жилијен Алафилип  | Судал—Квик-степ      | + 0"        |
| 10.      | Метју ван дер Пул | Алпесин—декунинк     | + 0"        |

| Резултати (11—164) | Резултати (11—164)     | Резултати (11—164)            | Резултати (11—164) |
| ------------------ | ---------------------- | ----------------------------- | ------------------ |
| 11.                | Том Пидкок             | Инеос гренадирс               | + 0"               |
| 12.                | Матео Собреро          | Бора–ханзгро                  | + 0"               |
| 13.                | Каспер Педерсен        | Судал—Квик-степ               | + 35"              |
| 14.                | Олав Кој               | Визма—лејз а бајк             | + 35"              |
| 15.                | Лоренс Пичи            | Групама—ФДЈ                   | + 35"              |
| 16.                | Каспер Асгрен          | Судал—Квик-степ               | + 35"              |
| 17.                | Корбин Стронг          | Израел—премијер тех           | + 35"              |
| 18.                | Сајмон Кларк           | Израел—премијер тех           | + 35"              |
| 19.                | Квентин Паше           | Групама—ФДЈ                   | + 35"              |
| 20.                | Беноа Коснефроа        | Декатлон АГ2Р ла мондијал     | + 35"              |
| 21.                | Матео Трентин          | Тудор про сајклинг            | + 35"              |
| 22.                | Самуеле Батистела      | Астана Казахстан              | + 35"              |
| 23.                | Стефан Кинг            | Групама—ФДЈ                   | + 35"              |
| 24.                | Винченцо Албанезе      | Аркеа—бб хотелс               | + 35"              |
| 25.                | Симоне Веласко         | Астана Казахстан              | + 35"              |
| 26.                | Гонзало Серано         | Мовистар                      | + 35"              |
| 27.                | Бинијам Грмај          | Интермарше—ванти              | + 35"              |
| 28.                | Давиде де Прето        | Џејко—алула                   | + 35"              |
| 29.                | Виктор Кампенартс      | Лото—дестини                  | + 35"              |
| 30.                | Фред Рајт              | Бахреин—викторијус            | + 35"              |
| 31.                | Серен Краг Андерсен    | Алпесин—декунинк              | + 35"              |
| 32.                | Томс Скујинш           | Лидл—трек                     | + 35"              |
| 33.                | Од Кристијан Екинг     | Уно—Х мобилити                | + 35"              |
| 34.                | Јонас Абрахамсен       | Уно—Х мобилити                | + 35"              |
| 35.                | Хонатан Нарваез        | Инеос гренадирс               | + 35"              |
| 36.                | Кристијан Скарони      | Астана Казахстан              | + 35"              |
| 37.                | Марко Халер            | Бора–ханзгро                  | + 35"              |
| 38.                | Ђовани Аелоти          | Бора–ханзгро                  | + 35"              |
| 39.                | Џорџ Цимерман          | Интермарше—ванти              | + 45"              |
| 40.                | Филипо Гана            | Инеос гренадирс               | + 1' 11"           |
| 41.                | Аксел Цингле           | Кофидис                       | + 1' 16"           |
| 42.                | Хон Баренечеа          | Мовистар                      | + 1' 16"           |
| 43.                | Арно Демар             | Аркеа—бб хотелс               | + 1' 16"           |
| 44.                | Мирко Маестри          | Полти—комета                  | + 1' 16"           |
| 45.                | Нико Денц              | Бора–ханзгро                  | + 1' 16"           |
| 46.                | Никијас Арнд           | Бахреин—викторијус            | + 1' 16"           |
| 47.                | Фредрик Дверснес       | Уно—Х мобилити                | + 1' 16"           |
| 48.                | Кевин Вермерке         | ДСМ—фирмениш постнл           | + 1' 16"           |
| 49.                | Карлос Канал           | Мовистар                      | + 1' 16"           |
| 50.                | Филипо Маљи            | ВФ груп—Бардијани—ЦСФ—фаизане | + 1' 16"           |
| 51.                | Дијего Пабло Севиља    | Полти—комета                  | + 1' 16"           |
| 52.                | Свен Ерик Бистрем      | Групама—ФДЈ                   | + 1' 16"           |
| 53.                | Лилијан Калмежан       | Интермарше—ванти              | + 1' 16"           |
| 54.                | Михал Квјатковски      | Инеос гренадирс               | + 1' 16"           |
| 55.                | Ђани Москон            | Судал—Квик-степ               | + 1' 20"           |
| 56.                | Тим Веленс             | УАЕ тим Емирејтс              | + 1' 32"           |
| 57.                | Ђани Вермерш           | Алпесин—декунинк              | + 1' 35"           |
| 58.                | Дион Смит              | Интермарше—ванти              | + 1' 41"           |
| 59.                | Марајн ван ден Берг    | ЕФ едукејшон—изипост          | + 1' 41"           |
| 60.                | Јоханес Стаун Мите     | Визма—лејз а бајк             | + 1' 43"           |
| 61.                | Мајк Теунисен          | Интермарше—ванти              | + 1' 45"           |
| 62.                | Сајмон Гешке           | Кофидис                       | + 1' 45"           |
| 63.                | Самуеле Зокарато       | ВФ груп—Бардијани—ЦСФ—фаизане | + 1' 45"           |
| 64.                | Крис Хамилтон          | ДСМ—фирмениш постнл           | + 1' 45"           |
| 65.                | Лукас Плап             | Џејко—алула                   | + 1' 45"           |
| 66.                | Алесандро Тонели       | ВФ груп—Бардијани—ЦСФ—фаизане | + 1' 45"           |
| 67.                | Алесио Мартинели       | ВФ груп—Бардијани—ЦСФ—фаизане | + 1' 45"           |
| 68.                | Николо Бонифацио       | Коратек—вини фантини          | + 1' 58"           |
| 69.                | Џонатан Милан          | Лидл—трек                     | + 1' 58"           |
| 70.                | Паскал Енкхорн         | Лото—дестини                  | + 1' 58"           |
| 71.                | Дијего Улиси           | УАЕ тим Емирејтс              | + 2' 01"           |
| 72.                | Ромен Комбо            | ДСМ—фирмениш постнл           | + 2' 25"           |
| 73.                | Исак дел Торо          | УАЕ тим Емирејтс              | + 2' 25"           |
| 74.                | Андреа Вендраме        | Декатлон АГ2Р ла мондијал     | + 2' 28"           |
| 75.                | Аксел Лоренс           | Алпесин—декунинк              | + 2' 28"           |
| 76.                | Матија Катанео         | Судал—Квик-степ               | + 2' 28"           |
| 77.                | Иго Ул                 | Израел—премијер тех           | + 2' 28"           |
| 78.                | Кирило Царенко         | Коратек—вини фантини          | + 3' 15"           |
| 79.                | Хари Свени             | ЕФ едукејшон—изипост          | + 3' 52"           |
| 80.                | Сем Вотсон             | Групама—ФДЈ                   | + 3' 55"           |
| 81.                | Давиде Баис            | Полти—комета                  | + 3' 55"           |
| 82.                | Павел Битнер           | ДСМ—фирмениш постнл           | + 4' 40"           |
| 83.                | Микеле Гацоли          | Астана Казахстан              | + 4' 40"           |
| 84.                | Кристијан Сбараљи      | Коратек—вини фантини}         | + 4' 40"           |
| 85.                | Александер Кристоф     | Уно—Х мобилити                | + 4' 40"           |
| 86.                | Ђовани Лонарди         | Полти—комета                  | + 4' 40"           |
| 87.                | Лоренцо Милези         | Коратек—вини фантини          | + 4' 40"           |
| 88.                | Енрико Цанончело       | ВФ груп—Бардијани—ЦСФ—фаизане | + 4' 40"           |
| 89.                | Стијан Фредхајм        | Уно—Х мобилити                | + 4' 40"           |
| 90.                | Итан Вернон            | Израел—премијер тех           | + 4' 40"           |
| 91.                | Јевгениј Федоров       | Астана Казахстан              | + 4' 40"           |
| 92.                | Јонас Руш              | ЕФ едукејшон—изипост          | + 4' 40"           |
| 93.                | Седрик Беленс          | Лото—дестини                  | + 4' 40"           |
| 94.                | Јухи Тодоме            | ЕФ едукејшон—изипост          | + 4' 40"           |
| 95.                | Лоренцо Квартучи       | Коратек—вини фантини          | + 4' 40"           |
| 96.                | Давиде Габуро          | ВФ груп—Бардијани—ЦСФ—фаизане | + 4' 40"           |
| 97.                | Едвалд Босон Хаген     | Декатлон АГ2Р ла мондијал     | + 4' 40"           |
| 98.                | Стефано Олдани         | Коратек—вини фантини          | + 4' 40"           |
| 99.                | Андреа Пасквалон       | ВФ груп—Бардијани—ЦСФ—фаизане | + 4' 40"           |
| 100.               | Михаел Валгрен         | ЕФ едукејшон—изипост          | + 4' 40"           |
| 101.               | Дени ван Попел         | Бора–ханзгро                  | + 4' 40"           |
| 102.               | Алекс Кирш             | Лидл—трек                     | + 4' 40"           |
| 103.               | Гијом Боавен           | Израел—премијер тех           | + 4' 40"           |
| 104.               | Матис ле Бере          | Аркеа—бб хотелс               | + 4' 40"           |
| 105.               | Ксандро Мерис          | Алпесин—декунинк              | + 4' 40"           |
| 106.               | Оливер Насен           | Декатлон АГ2Р ла мондијал     | + 4' 40"           |
| 107.               | Рајли Шијан            | Израел—премијер тех           | + 4' 40"           |
| 108.               | Лук Ламперти           | Судал—Квик-степ               | + 4' 40"           |
| 109.               | Лоренс Варбас          | Декатлон АГ2Р ла мондијал     | + 4' 40"           |
| 110.               | Дрис де Бонт           | Декатлон АГ2Р ла мондијал     | + 4' 40"           |
| 111.               | Маријус Мајрхофер      | Израел старт ап нејшн         | + 4' 40"           |
| 112.               | Марк Ирши              | УАЕ тим Емирејтс              | + 4' 40"           |
| 113.               | Бен Свифт              | Инеос Гренадирс               | + 4' 40"           |
| 114.               | Алексеј Луценко        | Астана Казахстан              | + 4' 40"           |
| 115.               | Алесандро Кови         | УАЕ тим Емирејтс              | + 4' 40"           |
| 116.               | Мартин Марчелуси       | ВФ груп—Бардијани—ЦСФ—фаизане | + 4' 40"           |
| 117.               | Алесандро де Марки     | Џејко—алула                   | + 4' 40"           |
| 118.               | Лукас Хамилтон         | Џејко—алула                   | + 4' 51"           |
| 119.               | Мик ван Дајке          | Визма—лејз а бајк             | + 4' 51"           |
| 120.               | Николо Бурати          | Бахреин—викторијус            | + 5' 20"           |
| 121.               | Фран Михољевић         | Бахреин—викторијус            | + 6' 01"           |
| 122.               | Матија Баис            | Полти—комета                  | + 6' 08"           |
| 123.               | Валерио Конти          | Коратек—вини фантини          | + 6' 08"           |
| 124.               | Клемент Русо           | Групама—ФДЈ                   | + 7' 14"           |
| 125.               | Домен Новак            | УАЕ тим Емирејтс              | + 7' 38"           |
| 126.               | Манлио Моро            | Мовистар                      | + 8' 09"           |
| 127.               | Харисон Вуд            | Кофидис                       | + 8' 09"           |
| 128.               | Тибо Герналек          | Аркеа—бб хотелс               | + 8' 09"           |
| 129.               | Клемен Шампусен        | Аркеа—бб хотелс               | + 8' 09"           |
| 130.               | Сандер де Пестел       | Декатлон АГ2Р ла мондијал     | + 9' 57"           |
| 131.               | Лук Роув               | Инеос гренадирс               | + 10' 11"          |
| 132.               | Јакопо Моска           | Лидл—трек                     | + 10' 11"          |
| 133.               | Серен Вереншолд        | Уно—Х мобилити                | + 10' 11"          |
| 134.               | Јонас Иверсби Видеберг | Уно—Х мобилити                | + 10' 11"          |
| 135.               | Патрик Гампер          | Бора–ханзгро                  | + 10' 11"          |
| 136.               | Рајан Гибонс           | Лидл—трек                     | + 10' 11"          |
| 137.               | Жилијен Вермот         | Визма—лејз а бајк             | + 10' 11"          |
| 138.               | Александер Кригер      | Тудор про сајклинг            | + 10' 11"          |
| 139.               | Херман Дарио Гомез     | Полти—комета                  | + 10' 11"          |
| 140.               | Петр Келевен           | Тудор про сајклинг            | + 10' 11"          |
| 141.               | Тош ван дер Санде      | Визма—лејз а бајк             | + 10' 11"          |
| 142.               | Јакоб Фуглсанг         | Израел—премијер тех           | + 10' 11"          |
| 143.               | Јозеф Черни            | Судал—Квик-степ               | + 10' 11"          |
| 144.               | Гајс ван Хуке          | Интермарше—ванти              | + 10' 11"          |
| 145.               | Говекар Матевж         | Бахреин—викторијус            | + 10' 11"          |
| 146.               | Мајлс Скотсон          | Аркеа—бб хотелс               | + 10' 11"          |
| 147.               | Јакопо Гварнијери      | Лото—дестини                  | + 10' 11"          |
| 148.               | Андреј Амадор          | ЕФ едукејшон—изипост          | + 10' 11"          |
| 149.               | Давиде Чимолаи         | Мовистар                      | + 10' 11"          |
| 150.               | Сес Бол                | Астана Казахстан              | + 10' 11"          |
| 151.               | Мартејн Тусвелд        | ДСМ—фирмениш постнл           | + 10' 11"          |
| 152.               | Лоренцо Германи        | Групама—ФДЈ                   | + 10' 11"          |
| 153.               | Лукаш Овсиан           | Аркеа—бб хотелс               | + 11' 58"          |
| 154.               | Давиде Балдачини       | Коратек—вини фантини          | + 11' 58"          |
| 155.               | Марко Мургано          | Коратек—вини фантини          | + 11' 58"          |
| 156.               | Рајан Мулен            | Бора–ханзгро                  | + 11' 58"          |
| 157.               | Лук Дарбриџ            | Џејко—алула                   | + 11' 58"          |
| 158.               | Тим ван Дајке          | Визма—лејз а бајк             | + 11' 58"          |
| 159.               | Николас Дебомарш       | Кофидис                       | + 11' 58"          |
| 160.               | Серхио Самитијер       | Мовистар                      | + 12' 40"          |
| 161.               | Александер Камп        | Тудор про сајклинг            | + 13' 57"          |
| 162.               | Том Пако               | Интермарше—ванти              | + 16' 52"          |
| 163.               | Силван Дилијер         | Алпесин—декунинк              | + 25' 00"          |
| 164.               | Томас Шампион          | Кофидис                       | + 25' 00"          |

| Нису завршили | Нису завршили    | Нису завршили       | Нису завршили |
| —             | Возач            | Тим                 |               |
| ------------- | ---------------- | ------------------- | ------------- |
| —             | Бенџамин Томас   | Кофидис             |               |
| —             | Салваторе Пучио  | Инеос гренадирс     |               |
| —             | Јаспер де Бојст  | Лото—дестини        |               |
| —             | Џарад Дризнерс   | Лото—дестини        |               |
| —             | Патрик Бевин     | ДСМ—фирмениш постнл |               |
| —             | Алекс Едмодсон   | ДСМ—фирмениш постнл |               |
| —             | Мајкл Хепбурн    | Џејко—алула         |               |
| —             | Андреа Пјетробон | Полти—комета        |               |
| —             | Кристоф Лапорт   | Визма—лејз а бајк   |               |
| —             | Артур Кликерс    | Тудор про сајклинг  |               |
| —             | Рик Плојмерс     | Тудор про сајклинг  |               |